# Тубаларский язык
Тубала́рский язык (туба́) — горноалтайский идиом тюркской языковой семьи, распространенный в Республике Алтай.

## Сведения
Принадлежность к северноалтайской группе или киргизско-кыпчакской подгруппе кыпчакской группы является предметом дискуссий. Разрабатываемая литературная норма тубаларского языка является более понятной носителям северноалтайских диалектов, чем литературная норма южноалтайского, и в то же время в тубаларском языке присутствуют черты, роднящие с южноалтайским и отсутствующие в северноалтайском (и наоборот, существуют изоглоссы, роднящие с северноалтайским и отсутствующие в южноалтайском). По глоттохронологическим подсчетам тубаларский также может оказываться ближе к южноалтайскому.
А. Н. Самойлович тубаларский язык причислял к кыпчакским.
Проблема частично снимается при новейшей концепции карлукско-кыпчакского единства, согласно которой карлукские и кыпчакские языки составляют одну группу, но специфических подгрупп карлукской и кыпчакской не существует.

### Киргизско-кыпчакские особенности
В тубаларском языке возможны сохранение начальных b- и ď- (также в виде j-), оглушающихся в кумандинском и челканском, губной гармонии, а также гармонии палатальной и губной в формах числительных с обозначением сложных десятков.
В интервокальном и ауслаутном положении -b- и -ğ-/-g- развиваются в зависимости от гласного окружения в -w(-) или -j(-) с возможностью дальнейшего слияния, например, tağ > тау 'гора'. Наличие признака такого, однако, не является достоверным критерием, поскольку или-тюркский язык обнаруживает аналогичное развитие согласных, но относится к карлукским.

### Северноалтайские особенности
В начальном положении b- свободно может переходить в m-, а j- при наличии носового (в том числе выпавшего) в ń-, например: börü (мöрÿ) > mörü (мöрÿ) 'волк', jağmır > ďaŋmır (jаҥмыр) > ńaŋmır (њаҥмыр).

## Письменность
Письменность на тубаларском языке разработана в 2010-е годы..
| А а | Б б | В в | Г г | Ғ ғ | Д д | Ј ј | Е е | Ё ё | Ж ж | Җ җ | З з |
| И и | Й й | К к | Қ қ | Л л | Љ љ | М м | Н н | Ҥ ҥ | Њ њ | О о | Ӧ ӧ |
| П п | Р р | С с | Т т | У у | Ӱ ӱ | Ф ф | Х х | Ц ц | Ч ч | Ҷ ҷ | Ш ш |
| Щ щ | Ъ ъ | Ы ы | Ь ь | Э э | Ю ю | Я я |     |     |     |     |     |